# Лебедев, Валерий Михайлович
Вале́рий Миха́йлович Ле́бедев (13 мая 1969, Магадан, РСФСР, СССР) — советский и российский футболист, защитник и полузащитник, тренер.

## Карьера
С 1991 года играл за владивостокский «Луч». В 1992 году выиграл с командой Первую лигу России и в следующем году выступал в Высшей лиге (15 матчей).
В 1994 году уехал играть в Молдавию, где подписал контракт с «Олимпией». Позже перешёл в «Зимбру», с которым дважды выиграл чемпионат и кубок страны. В ходе сезона 1998/99 перешёл в клуб «Рома» (Бельцы). Всего в чемпионате Молдавии сыграл 71 матч и забил 4 гола.
В 1999 году вернулся в Россию и выступал во втором дивизионе за «Химки», а затем играл за подмосковные любительские клубы.
В 2010 году был старшим тренером женского клуба высшей лиги «УОР-Звезда».

## Достижения
- Чемпион Молдавии (2): 1995/96, 1997/98
- Серебряный призёр чемпионата Молдавии: 1996/97
- Бронзовый призёр чемпионата Молдавии: 1994/95
- Обладатель Кубка Молдавии (2): 1996/97, 1997/98
- Победитель Первой лиги России: 1992